# Miriam Schiweck
Miriam Schiweck (* 11. Oktober 1996) ist eine deutsche Schauspielerin.

## Leben
Miriam Schiweck sammelte Theatererfahrung in Herrn Nivollo's kleiner Schau- und Wanderbühne und trat als Ensemblemitglied in den Stücken Valerio und Prime Time auf. Im Jahr 2020 begann sie ihre Schauspielausbildung an der Staatlichen Hochschule für Musik und darstellende Kunst Frankfurt und bekam hier 2021 den Newcomer-Preis im Bereich Schauspiel. In dem 2020 erschienenen Film Fellwechselzeit spielte sie eine Hauptrolle. Der Film war für den Max-Ophüls-Preis nominiert und gewann auf dem Seville European Festival den Endless Revolution Best Film Award.

## Filmografie
- 2020: Fellwechselzeit
- 2020: Der Staatsanwalt
- 2022: Servus Papa, See You in Hell
- 2022: Meine Mutter raubt die Braut
- 2023: World on Fire
- 2024: Ein Fall für zwei
- 2024: Notruf Hafenkante
- 2025: In aller Freundschaft – Die jungen Ärzte